# Nicolas Delalande
Pour les articles homonymes, voir Delalande.
Nicolas Delalande est un historien français né en 1980.

## Biographie
Il est agrégé et docteur en histoire, diplômé de Sciences Po, et chargé de recherche au Centre d'histoire de Sciences Po depuis mai 2010. Il est spécialiste de l'État et de la redistribution. Ses recherches portent aussi sur les inégalités et la solidarité. Il soutient sa thèse en 2009 à Paris. C'est une thèse d'histoire dont le sujet est Consentement et résistances à l'impôt : l'Êtat, les citoyens et le problème de la confiance sous la IIIe République.
En 2016, il est l'un des quatre coordinateurs de Histoire mondiale de la France . Il y écrit aussi plusieurs articles. ll fait partie des 14 chercheurs qui constituent le comité de rédaction de la revue en ligne La Vie des idées.
Il publie en 2010 un ouvrage dont il est co-auteur avec Alexis Spire, chercheur au CNRS, sur l’histoire du consentement et des résistances à l’impôt : Histoire sociale de l'impôt . D'après Le Monde, la thèse du livre est que le consentement à l'impôt est un révélateur du lien social. En 2011, il publie Les Batailles de l'impôt. Consentement et résistances de 1789 à nos jours, une version adaptée et enrichie de sa thèse soutenue en 2009 à l’université Paris I-Panthéon Sorbonne,.
Dans son livre La Lutte et l’entraide publié en 2019, il étudie la généalogie de l’internationalisme ouvrier et met à jour les conquêtes sociales que l’alliance internationale de la classe ouvrière a permis d'obtenir. Selon L'Humanité, ce livre montre des possibilités déjà utilisées jadis par la classe ouvrière, qui pourrait les mettre en œuvre au XXIe siècle alors qu'elle se retrouve confrontée à « la mondialisation du capital et à la concurrence sociale généralisée » et qu'elle est piégée « entre libéralisme inégalitaire et repli nationaliste ».
Entre 2006 et 2013, il publie quelques articles dans le magazine mensuel Alternatives économiques.
Il enseigne à Sciences Po Paris, notamment un cours de première année, intitulé Révolutions, Empires et Nations — une histoire du XIXe siècle européen.

## Publications
- Nicolas Delalande, « L'entrée en philanthropie des Rothschild : l'hôpital israélite de Paris (1852-1914) », Archives juives, vol. 44,‎ 2011, p. 54-69 (ISBN 9782251694320, DOI 10.3917/aj.441.005 ).
- Histoire sociale de l'impôt, 2010[6]
- Les Batailles de l'impôt. Consentement et résistances de 1789 à nos jours

- La Lutte et l’Entraide - L’âge des solidarités ouvrières, 2019[11],[12]
- Histoire politique du XIXe siècle, 2021